# Cortenbosch
Cortenbosch (en néerlandais : Kortenbos) est une paroisse et un lieu de pèlerinage dans le Limbourg, situé en partie sur le territoire des communes de Nieuwerkerken, d'Alken et de la ville de Saint-Trond.

## Histoire
L'endroit s'appelait à l'origine Nachtegael d'après la seigneurie (Leenhof) située à cet endroit. L'histoire de Cortenbosch est dominée depuis 1636 par la statue miraculeuse de Notre-Dame et par la basilique Notre-Dame de Cortenbosch qui lui est associée. Cette église date de 1644 et est desservie par les Norbertines d'Averbode. Une paroisse indépendante a été créée vers 1840.
Cortenbosch faisait partie de la commune de Kozen jusqu'en 1977. Cependant, il en a été séparé et rattaché à la commune de Saint-Tond, tandis que Kozen est devenu une partie de Nieuwerkerken.

## Patrimoine
- la basilique Notre-Dame-de-l'Assomption de Cortenbosch (lieu de pèlerinage depuis 1636 et élevée au rang de basilique en 1936)
- le presbytère de Cortenbosch, à partir de 1730
- le château de Cortenbosch
- la ferme Casselaer

## Village à proximité
Saint-George, Kozen, Melveren, Zepperen